# Marta Cartabia
Marta Cartabia (ur. 14 maja 1963 w San Giorgio su Legnano) – włoska prawniczka i wykładowczyni akademicka, sędzia, a w latach 2019–2020 prezes Sądu Konstytucyjnego, w latach 2021–2022 minister sprawiedliwości.

## Życiorys
W 1987 ukończyła studia prawnicze na Uniwersytecie Mediolańskim, kształciła się m.in. u Valeria Onidy. Doktoryzowała się w 1993 w Europejskim Instytucie Uniwersyteckim we Florencji. Pracowała jako wykładowczyni akademicka na macierzystej uczelni i następnie na Università degli Studi di Verona. W 2004 objęła profesurę na Uniwersytecie w Mediolanie-Bicocca. Specjalistka w zakresie prawa konstytucyjnego, w latach 90. był urzędniczką i badaczką w administracji Sądu Konstytucyjnego. Wykładała gościnnie na uczelniach we Francji, Hiszpanii, Niemczech i Stanach Zjednoczonych, powoływana w skład rad redakcyjnych i naukowych periodyków prawniczych.
We wrześniu 2011 nominowana na sędziego Sądu Konstytucyjnego, w listopadzie 2014 została jego wiceprezesem. Od grudnia 2019 do końca kadencji we wrześniu 2020 pełniła funkcję prezesa tego sądu. W lutym 2021 w rządzie Maria Draghiego objęła stanowisko ministra sprawiedliwości, zajmowała je do października 2022.
Odznaczona Orderem Zasługi Republiki Włoskiej I klasy (2011).